# محمد-گبدولخای کوربانگالیف

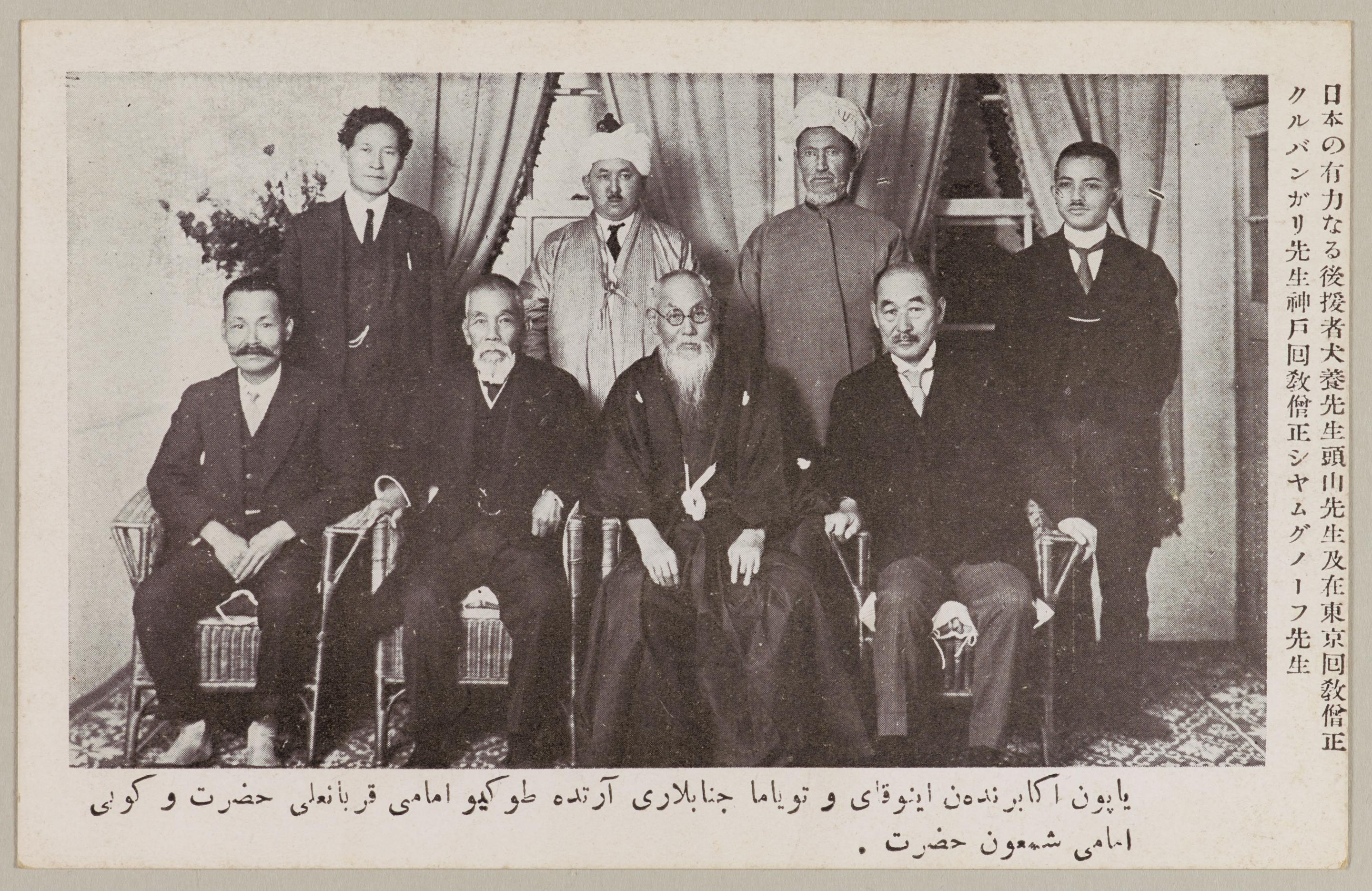
محمد-گبدولخای کوربانگالیف ایستاده در وسط تصویر در سال ۱۹۳۰ به همراه تویاما میتسورو (رهبر گنیوشا) نشسته نفر دوم از طرف راست و اینوکای تسویوشی (نخست‌وزیر ژاپن) نشسته سوم دوم از طرف راست

محمد-گبدولخای کوربانگالیف (باشقیری: Мөхәмәтғәбделхәй Ҡорбанғәлиев؛ ۱ ژانویهٔ ۱۸۸۹ – ۲۲ اوت ۱۹۷۸) در اوایل قرن بیستم رهبر مذهبی و سیاستمدار باشقیر بود.
در سال ۱۹۲۴، به ژاپن نقل مکان کرد، یک جامعه مسلمان (مهالی به نام اسلامیه) در توکیو تأسیس کرد و رهبر مذهبی آن شد. در سال ۱۹۲۷، یک مدرسه برای مسلمانان ژاپن افتتاح کرد. در سال ۱۹۲۸، یک کنگره ای برای مسلمانان ژاپن تشکیل داد. آثار چاپی را منتشر کرد که کتاب‌هایی به زبان عربی چاپ می‌کرد. در سراسر ژاپن به تبلیغ اسلام پرداخت و چندین کتاب در مورد مردم ترک و تاریخ آنها منتشر کرد.
در ۱۹۳۲–۱۹۳۶، یک جامعه مسلمان در مانچوکوئو، یک مدرسه در شنیانگ، نشریه ای به نام "Япон Мөхбире" (Yapon Möxbire "Japan's Herald" را منتشر کرد. او برای نخستین بار قرآن را در خاور دور به چاپ رساند.
وی با بازرگانان کره‌ای و منچوری ارتباط برقرار کرد و روابط نزدیک شخصی با رهبران نظامی ژاپن برقرار کرد: اوگاساوارا ناگانوری، نانگو جودیرو، تویاما میتسورو (رهبر گنیوشا). وی همچنین بودجه‌هایی را از الیگارشی‌های مالی ژاپن برای حمایت از فعالیتهای مذهبی و عمومی او دریافت کرد.
در ۱۲ مه ۱۹۳۸، وی مسجد «اسلامیه» در توکیو را افتتاح کرد و اولین مفتی ژاپن شد. جامعه مهاجران مسلمان ژاپن درگیر سیاست‌های بین‌المللی بود و گسترش ژاپن در جنوب شرقی آسیا را ترویج می‌داد، و این را وسیله ای برای آزادی قومیت خود می‌دانست. با این حال، فعالیت‌های محمد کوربانگالیف مانع از سیاست منسجم ژاپن در قبال جوامع مسلمان در داخل و خارج از کشور شد، و مقامات این کشور ترتیب «عزیمت داوطلبانه» وی به دالیان، منچوری را دادند.
محمد کوربانگالیف از مواضع برابر اسلام در ژاپن در کنار سایر مذاهب حمایت می‌کرد. در سال ۱۹۳۹، نخست‌وزیر ژاپن هیرانوما کی‌ایچیرو اعلام کرد که اسلام در ژاپن با بودیسم و مسیحیت از حقوق برابر برخوردار است.

## دستگیری، زندان، زندگی بعدی
در سال ۱۹۴۵، هنگامی که جنگ جهانی دوم پایان یافت، محمد کوربانگالیف توسط کمیساریای خلق در امور داخلی (پلیس مخفی اتحاد جماهیر شوروی) دستگیر شد و به اتهام «خیانت عمومی» به ۱۰ سال حبس محکوم شد. حکم خود را در زندان مرکزی ولادیمیر تا سال ۱۹۵۵ تحمل کرد.
وی پس از آزادی به منطقه زادگاه خود بازگشت. وی در جامعه ای روستایی در نزدیکی چلیابینسک اقامت گزید و در آنجا به عنوان ملا تا زمان مرگ در ۱۹۷۲ خدمت کرد.